# Aphonopelma breenei
Aphonopelma breenei là một loài nhện trong họ Theraphosidae.
Loài này thuộc chi Aphonopelma. Aphonopelma breenei được miêu tả năm 1995 bởi Smith.